# Anton Hisgen
Anton Nikolaus Johann Baptist Hisgen (* 17. Januar 1809 in Dhronecken; † 8. November 1864 in Koblenz) war ein preußischer Landrat im Kreis Wittlich.

## Herkunft
Anton Hisgen war ein Sohn des preußischen Staats-Prokurators Johann Hisgen und dessen Ehefrau Margaretha, geborene Linden.

## Leben
Nach seinem Abitur am Friedrich-Wilhelms-Gymnasium in Trier im Jahr 1828 absolvierte er ein Studium der Kameralwissenschaften in Bonn und Heidelberg. 1832 wurde er zunächst Auskultator am Trierer Landgericht, dann wurde er noch im gleichen Jahr Regierungsreferendar bei der Regierung Trier, dem dort 1836 die Stelle als Regierungsassessor folgte. Am 1. Januar 1837 erhielt er seine Ernennung zum kommissarischen Landrat des Kreises Wittlich, der Amtsantritt erfolgte am 5. Juni 1837 und die definitive Ernennung am 29. Juni 1840. Nach 12 Jahren Dienst als vertrauenswürdiger und beim Volk beliebter Landrat und seiner Ernennung zum Regierungsrat, wechselte er 1849 zur Regierung Köln und 1861 in gleicher Position zur Regierung Koblenz, wo er während des Dienstes verstarb.

## Familie
Hisgen war seit dem 29. April 1848 mit Anna Maria Simons (1826–1849), Tochter des Kölner Landrats Hermann Joseph Simons und dessen Ehefrau Maria Christine, geborene Olbertz (1806–1873) verheiratet.